# 河野康子 (アナウンサー)
河野 康子（かわの やすこ、1976年7月24日 - ）は、山口放送 (KRY) のアナウンサー。

## 略歴
山口県下関市出身。山口大学教育学部を卒業後、1999年にKRY入社。

## 人物
趣味は、旅をする事、読書、映画、ピアノを弾くことである。

## 担当番組
テレビ
- KRYニュース
- Kry news every.（金曜キャスター、2024年4月5日-）

ラジオ
- お昼はZENKAI ラヂオな時間(木曜パーソナリティ、2024年4月4日-)

## 過去の担当番組
テレビ
- KRYさわやかモーニング 2010年3月23日の放送分をもって卒業
- KRYニュースライブ　キャスター（2023年4月3日-2024年3月28日、キャスター就任以前も高松綾香休暇時のキャスター代理として、不定期で出演していた。）

ラジオ
- さたてん
- 京太郎・噂のラジオ

山口放送　夕方の顔から、朝の顔へ、そしてまた夕方に